# Radu Lupu

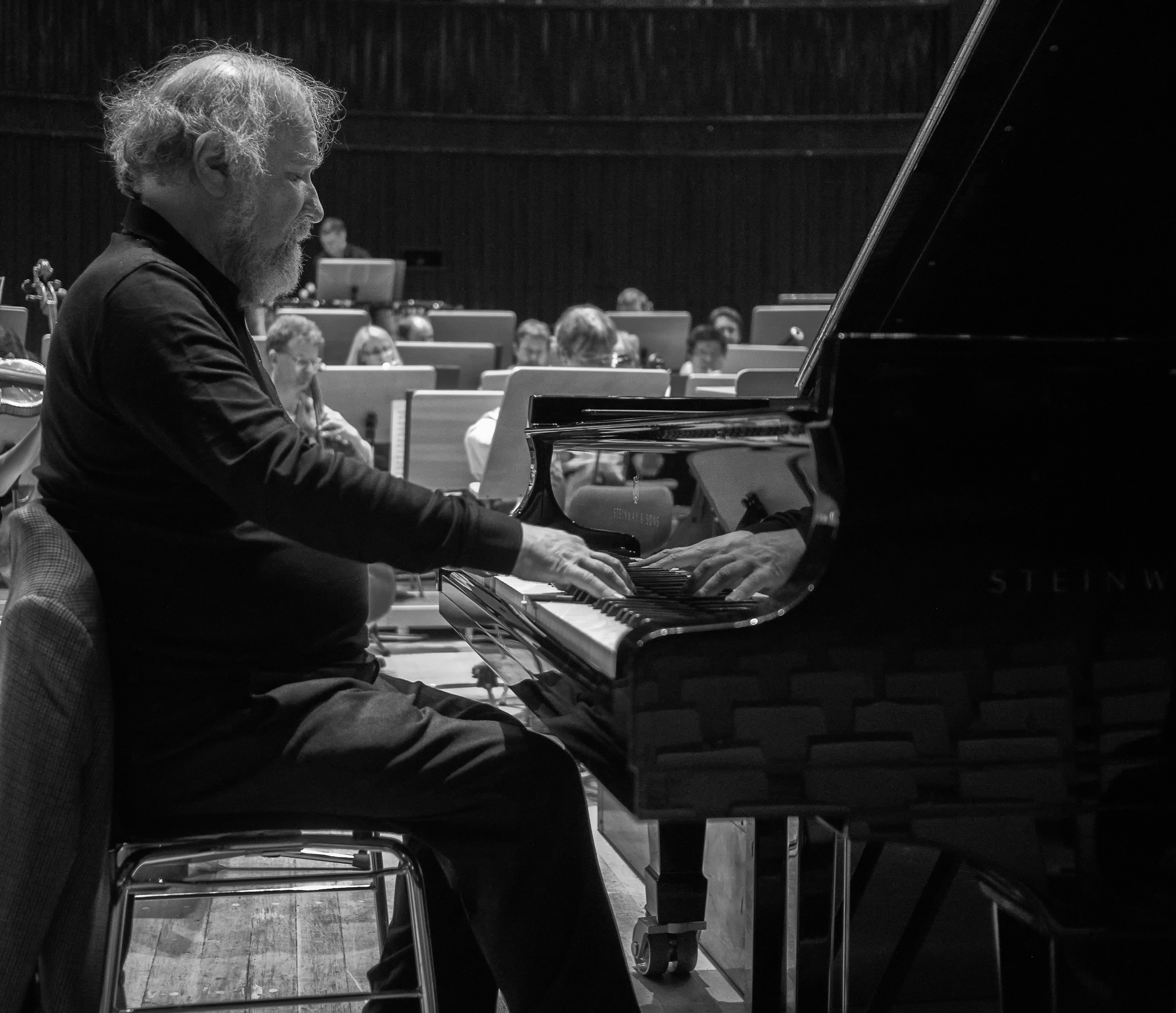
Radu Lupu in Hannover

Radu Lupu CBE (* 30. November 1945 in Galați; † 17. April 2022 in Lausanne) war ein rumänischer Pianist. Er galt als einer der größten lebenden Pianisten und wurde weltweit als bedeutender Interpret der Klaviermusik von Johannes Brahms, Wolfgang Amadeus Mozart und Franz Schubert bekannt.

## Leben
Lupu hatte den ersten Klavierunterricht bei Lia Busuioceanu. Im Alter von zwölf Jahren spielte er öffentlich ein Programm mit eigenen Kompositionen. Mit Vierzehn besuchte er dank eines Stipendiums das Konservatorium Bukarest. Er setzte seine Ausbildung bei Florica Musicescu, der Lehrerin von Dinu Lipatti, und Cella Delavrancea fort. 1961 erhielt er ein Stipendium für das Moskauer Konservatorium. Dort studierte er bis 1969 bei Galina Eghyazarova sowie bei Heinrich Neuhaus und dessen Sohn Stanislaw Neuhaus. Heinrich Neuhaus hatte vor ihm schon Emil Gilels und Swjatoslaw Richter unterrichtet. Der Unterricht bei diesen außergewöhnlichen Lehrern führte dazu, dass Lupu ein extrem sensibles Spiel entwickelte. Tobias Stosiek schrieb dazu im Nachruf über Radu Lupu: „So eigenwillig romantisch, so farbfröhlich, insbesondere in den leisen Passagen, spielte niemand sonst.“ Radu Lupu gewann in den 1960er-Jahren drei internationale Wettbewerbe: 1966 den Van-Cliburn-Klavierwettbewerb, 1967 den George-Enescu-Wettbewerb und 1969 die Leeds Piano Competition.
Seit dieser Zeit arbeitete Lupu regelmäßig mit bedeutenden Orchestern zusammen. Sein Debüt beim renommierten Lucerne Festival gab er am 4. September 1971 mit Beethovens 5. Klavierkonzert unter der Begleitung des Israel Philharmonic Orchestra mit dem Dirigenten István Kertész. In den USA trat er 1972 mit dem Cleveland Orchestra unter Daniel Barenboim und dem Chicago Symphony Orchestra unter Carlo Maria Giulini auf. In den 1970er-Jahren gab er auch erstmals Konzerte in Deutschland. Bei den Salzburger Festspielen debütierte er 1978 mit den Berliner Philharmonikern unter Herbert von Karajan und gab 1986 mit den Wiener Philharmonikern unter Riccardo Muti das Eröffnungskonzert. 1989 und auch 2005 erhielt er den Premio Abbiati in der Kategorie für Solisten, den Preis der italienischen Kritikervereinigung.
Zu Neujahr 2016 wurde Lupu von Königin Elizabeth II. zum Commander of the Order of the British Empire ernannt.
Lupu kündigte im Juni 2019 an, seine Karriere zum Saisonende aus gesundheitlichen Gründen zu beenden. Er starb am 17. April 2022 im Alter von 76 Jahren in seiner Wahlheimat Lausanne.

## Repertoire und Stil
Im Zentrum von Lupus Repertoire standen die großen Komponisten der Wiener Klassik und Romantik: Er spielte alle fünf Klavierkonzerte von Beethoven (mit dem Israel Philharmonic Orchestra unter Zubin Mehta) ebenso ein wie die Klavierkonzerte von Brahms und Schumann sowie die Klaviersonaten von Mozart und Schubert. Die Sonaten für Violine und Klavier von Mozart nahm er mit Szymon Goldberg auf, die vierhändigen Klavierwerke von Mozart und Schubert mit Murray Perahia und Daniel Barenboim. Zusammen mit der Violinistin Chung Kyung-wha interpretierte er die A-Dur-Sonate von César Franck und die Sonate von Claude Debussy. Als Liedbegleiter arbeitete er unter anderem mit Barbara Hendricks zusammen.
Lupu gab nur selten Interviews, er „lebt (…) konsequent die Überzeugung, dass es genügt, wenn er spielt. (…) Lupu spielte so, dass man glaubte, er spiele nur für einen selbst. (…) Der Nuancenreichtum seiner Artikulation ist atemraubend.“ Diese Aussage bezieht sich auf Radu Lupus Schubert-Rezital im Februar 2012 im Casino Bern, das als eines seiner besten Live-Konzerte gilt. (Zitate aus dem Konzertbericht von Marianne Mühlemann in Der BUND 2012) Das Schweizer Tagblatt bescheinigte ihm posthum 2022 „unvergleichliches Feingefühl auf der Flügeltastatur, wenn er Brahms, Beethoven oder Schubert spielt.“ Helmut Mauró schrieb in der Süddeutschen Zeitung im Nachruf zum Tod des Pianisten: „Radu Lupu schuf allein durch seine Präsenz den wenigen Akkorden jenen Raum, den sie brauchen, um ungeheure Wirkung zu entfalten.“ (Süddeutsche Zeitung vom 19. April 2022) Jan Brachmann beschrieb Radu Lupu als einen Pianisten, „der die größten taktilen Schwierigkeiten seines Instruments mit einer Gelassenheit meisterte, die einem Gärtner glich, der seinen Pflanzen beim Wachsen zuschaute.“ (FAZ 19. April 2022)
Für Aufnahmen von Schuberts Klavier-Sonaten erhielt Radu Lupu 1995 einen Grammy. Seine Einspielungen von Schuberts Moments Musicaux und der Impromptus bei Decca gelten als bemerkenswerte Interpretationen. Sie sind typische Beispiele für Radu Lupus Ausdrucksstärke auch in den leiseren Passagen. Einen vergleichbaren Klangreichtum erreichen Lupus Einspielungen der Klavierwerke von Johannes Brahms, zum Beispiel die 2 Rhapsodien für Klavier Op. 79.